# Leslie Heward
Leslie Hays Heward (Liversedge (Yorkshire), 8 de diciembre de 1897 - Birmingham, 3 de mayo de 1943) fue un director de orquesta y compositor inglés. Entre 1930 y 1942 fue director musical de la Orquesta de la Ciudad de Birmingham.

## Biografía
Heward era hijo de un empleado del ferrocarril y organista. De niño se mostró como una notable promesa musical. Estudiando con su padre, a la edad de dos años tocaba el piano y con cuatro, tocaba el órgano. A los ocho años acompañó una interpretación de El Mesías de Händel en el órgano en Bradford. A los 12 era un niño de coro en la catedral de Manchester, y asistente de su maestro organista, Sidney Nicholson. En 1917 ganó una beca para el Royal College of Music de Londres, donde fue uno de los primeros alumnos de la clase de dirección de Adrian Boult, siendo descrito por Hubert Parry como 'el tipo de fenómeno que aparece una vez en una generación'. También estudió allí con Charles Villiers Stanford y Vaughan Williams.
Después de dejar el College, Heward fue profesor en Eton and Westminster, donde se convirtió en maestro de coro y posteriormente en director de la Compañía Nacional de Ópera Británica (British National Opera Company - BNOC). De 1924 a 1926 fue nombrado director musical de la South African Broadcasting Corporation y director de la Orquesta de Ciudad del Cabo (Cape Town Philharmonic Orchestra, 1924-27). Transmitía con tanta frecuencia allí que tuvo que ocultar su identidad bajo media docena de alias.
Al regresar al Reino Unido, Heward asumió el cargo de director de la Orquesta de la Ciudad de Birmingham cuando Adrian Boult se convirtió en director musical de la BBC en 1930. Heward se ganó el respeto de los músicos de la orquesta, introduciendo una programación audaz, con 28 estrenos en Birmingham en su primera temporada, y atrayendo a solistas de primer nivel. En 1934, la BBC le pidió a Heward que dirigiera la Midland Orchestra, que compartía muchos músicos con la CBO.
Sin embargo, la orquesta perdió gran parte de su financiación, y muchos de sus músicos al estallar la Segunda Guerra Mundial. Al mismo tiempo, la salud de Heward empeoraba y su tuberculosis se agravaba por el tabaquismo y el consumo excesivo de alcohol. A finales de 1942 se le ofreció el puesto de director de la Orquesta Hallé de Mánchester, pero estaba demasiado enfermo para ocupar este puesto. Murió en su casa de Edgbaston (43 Harborne Road, Five Ways, Birmingham) en mayo del año siguiente, con solo 45 años.

## Legado
Walter Legge produjo todas las grabaciones de Heward para EMI, considerándolo 'musicalmente hablando, como el director más satisfactorio que ha tenido este país desde Beecham. Su primera grabación fue como intérprete de bajo continuo en los Concerti grossi, Op. 6 (Händel) de Ernest Ansermet para Decca en 1929. Fue uno de los cuatro pianistas que grabaron Las bodas de Stravinsky en 1934, producido por Joe Batten para Columbia, bajo la dirección del propio compositor (los otros pianistas fueron Berkely Mason, C. E. Benlow y Ernest Lush).
Sus primeras grabaciones para Legge llegaron en 1938, dirigiendo la Orquesta Filarmónica de Londres con el Concierto para piano n.º 2 de Liszt y la fantasía Las ruinas de Atenas (Die Ruinen von Athen) de Beethoven con Egon Petri como solista. En 1941 dirigió la Orquesta Hallé en la Sinfonía n.º 103 de Haydn, los conciertos para piano de Grieg, John Ireland y Shostakovich con Benno Moiseiwitsch y Eileen Joyce, además de oberturas de Johann Strauss y Borodin. De particular interés fue su grabación histórica a finales de 1942 con The Hallé: la Sinfonía en sol menor de Ernest John Moeran, una obra que dirigió por primera vez en su estreno en enero de 1938 con la Orquesta Filarmónica de Londres.
Heward también fue compositor, pero rara vez dirigió su propia música y destruyó muchas de sus partituras. Sus obras incluyen dos óperas (la primera, Hamlet, inconclusa y Peer Gynt) y varias obras orquestales, incluyendo un temprano poema sinfónico (La sirena, The Mermaid, 1915), así como Dance Suite (1920), Nocturne (1927) y Quodlibet (1931). Su obra Nocturne fue transmitido por la BBC el 19 de febrero de 1939, y se basaba en la música de su ópera Peer Gynt. Quodlibet es una suite en cinco movimientos relacionados temáticamente: 'Exposición', 'Estudios', 'Aire y capricho', 'Plaint' y 'Bagatela'. Se representó y transmitió por primera vez el 1 de mayo de 1932. Sus obras de cámara incluyen un cuarteto de cuerdas, las Variaciones sobre un tema original (Variations on an Original Theme) para dos pianos, así como canciones y partsongs, incluido The Witches' Sabbath (1930) para coro sin acompañamiento, con escena de Ben Jonson. También escribió, arregló y dirigió la música de una película, The Loves of Robert Burns (1929).